# 安楽楓
安楽 楓（あんらく かえで、1995年11月29日 - ）は、日本の女優。神奈川県出身。株式会社グラブエンターテイメントと業務提携。 

## 略歴
小学生の頃、当時劇団に所属していた友人に、都内に遊びに行くと連れられた先が大手芸能事務所の公開オーディションにて、訳もわからずオーディションを受けたことをきっかけに初めて芸能界に興味を持つ。
中学生の頃は、ファッション雑誌『nicola』（新潮社）を愛読しており、モデルに憧れていた。
高校生の頃、都内にてスカウトをされモデル事務所に所属。株式会社マイナビが運営するマイナビティーンズや、株式会社 和アートの振袖プロジェクト「ハタチスタイル」のメンバーとしても、商品開発やモデル活動を行っていた。
高校卒業後は、進路に悩みつつ自分の特技や趣味を活かしつつ、誰かのためになれる職業に就こうと、保育の専門学校へ進学。
児童養護施設での忘れられない実習経験を経て、一度は職員の道に進もうとしていたが、在学中に授業で観た映画、「そして父になる」、「万引き家族」（是枝裕和監督）、「あん」（河瀨直美監督）に感銘を受け、ノンフィクション作品や俳優という職業に興味を持つ。
専門学校卒業後は、自分の経験したことが全て糧となる俳優としての道を選び、現在に至る。
2019年には、ヒロインを務める動物愛護をテーマとした朗読劇 Dog’s Ⅳ「RICKEY」では、和歌山県の小学校や児童養護施設などで公演を実施し、和歌山県和歌山市青年育成功労賞を受賞。

## 人物

### 特技
- 絵描き：幼少期は漫画家を志していた時期もあり、イラストレーション、模写、水彩画を得意としている。市内のコンクールでは賞を取るなどして、学生時代の図画工作・美術はオール5だったという[1]。
- バドミントン：学生時代にダブルスを組んでいた。瞬発力と忍耐力が必要なラリーを得意としている。

### 趣味
- 散歩、レトロなカフェ巡り、絵、一人映画鑑賞、カリンバ演奏

## 出演

### テレビドラマ
- Hello!TOKYO #2 harajuku シンガポールの番組 日本人リポーター（2014年）
- 原宿アベニュー（2016年、AbemaTV）
- 世にも奇妙な物語・不倫警察（2018年5月12日）- OL同僚役
- ネット歌姫〜パート主婦が歌ってみた〜（2019年1月16日、NHK BSプレミアム）
- プリンセスから皇后へ 雅子さま物語（2019年11月10日、フジテレビドラマ）- 女官 役

### 映画
- しんゆり映画祭2009 「スイッチ」（2019年）- 女子中学生役
- 「あまのがわ」（2018年）- 女子高校生役
- 「笑顔の向こうに」（2019年2月15日）- 歯科衛生士役
- 「新聞記者」（2019年6月28日）- OL役
- 「ROOM 109」（2020年12月1日）- レイ役
- 「渋谷行進曲」（2020年12月27日）- 有村夢乃 役

### CM
- 大塚製薬「ポカリスウェット」（2015年）学校編 女子高生役
- 日経電子版CM「お得な春割実施中!!」（2016年）OL役
- メチャカリ「特別、はいらない 好き、は欲しい」篇（2016年）女子会女子役
- Nestlé日本 CM「ネスカフェ香るアイスコーヒー」 二人のシェフ編（2017年）
- ニトリCM「Nシールドシリーズ」（2017年10月）
- 全労済CM 60周年「未来を明るく」編（2017年10月）
- アフラックCM「不老不死の男・新入社員篇」（2017年）新入社員役

### 舞台
- 演劇ユニットFive carD「置かれたところで咲きなさい」（2017年6月）-  大槻信子 役 (戦時中の女学生) / 池袋GEKIBA
- 劇団ドリームプリンセス「白と黒の同窓会～まさかのダブルブッキング篇～」 （2017年10月12日）- 富美 役(セレブ人妻) / 新宿村LIVE
- SAB-ON Produce「徒桜 ～あだざくら～」（2018年1月31日）- 佐々木春 役 (肉食バスケ部女子) / 中野MOMO
- 劇団空間演人「KissMeYou ~がんばったシンプーたちへ~」（2018年3月14日）- 須藤宮子 役 (戦時中の女学生役) / 中目黒キンケロ・シアター
- 劇団ドリームプリンセス「ゴールドフラワー」（2018年6月13日）-   瀬那役(お嬢様・ホームレス) / 新宿村LIVE
- 劇団ベニバラ兎団 「世界を終わりに近づける愛の魔法」間口 遊歩 役 / 下北沢 劇 小劇場
- 劇団裏長屋マンションズ「病室より愛を込めて~望郷じょんから節~」（2018年11月14日）木村珠美 役(シングルマザー・看護師) / シアター代官山
- 朗読劇「ヘッド本。」（2019年8月10日）
- JACOFes「やんちゃで行こう~旅立ち編~」（2019年9月28日）東京やんちゃボーイズ 優子 役 / 原宿ベルエポックホール
- 朗読劇 Dog’s Ⅳ「RICKEY」（2019年11月30日）
- JACOFes「やんちゃで行こう~望郷編~」（2019年12月23日）東京やんちゃボーイズ 優子 役 /  OPEN BASE SHIBUYA
- JACOFes舞台版「刑事JACOK」（2020年12月1日）- メイプル役 / 渋谷ユーロライブ

### ラジオ
- ラジオ「金8ガールズ」（2020年8月 - ）渋谷クロスFMメインパーソナリティ